# Sanders (supermarkt)
Sanders was een supermarktketen in het oosten van Nederland. Het eerste filiaal bevond zich in Enschede, waar zich tot de overname door EMTÉ nog het hoofdkantoor, de eigen verscentrale en het magazijn bevonden. Deze eerste winkel werd geopend in 1955, en was de eerste zelfbedieningswinkel van het oosten in Nederland.
De keten is tot de overname door Sligro steeds in familiebezit geweest. Rein Sanders leidde het bedrijf in de laatste jaren dat het bestond. De regionale supermarktketen kende 22 vestigingen in Twente.

## Einde Sanders supermarkten
Begin juli 2010 werd bekendgemaakt dat Sanders wordt overgenomen door groothandel Sligro, en dat vrijwel alle filialen zullen worden omgebouwd naar EMTÉ Supermarkten. Alleen het filiaal aan het Berfloplein in Hengelo (omgebouwd naar Spar) en de Sanders-winkel aan de Nieuwstraat in Oldenzaal (definitief gesloten) zijn niet overgegaan naar EMTÉ.

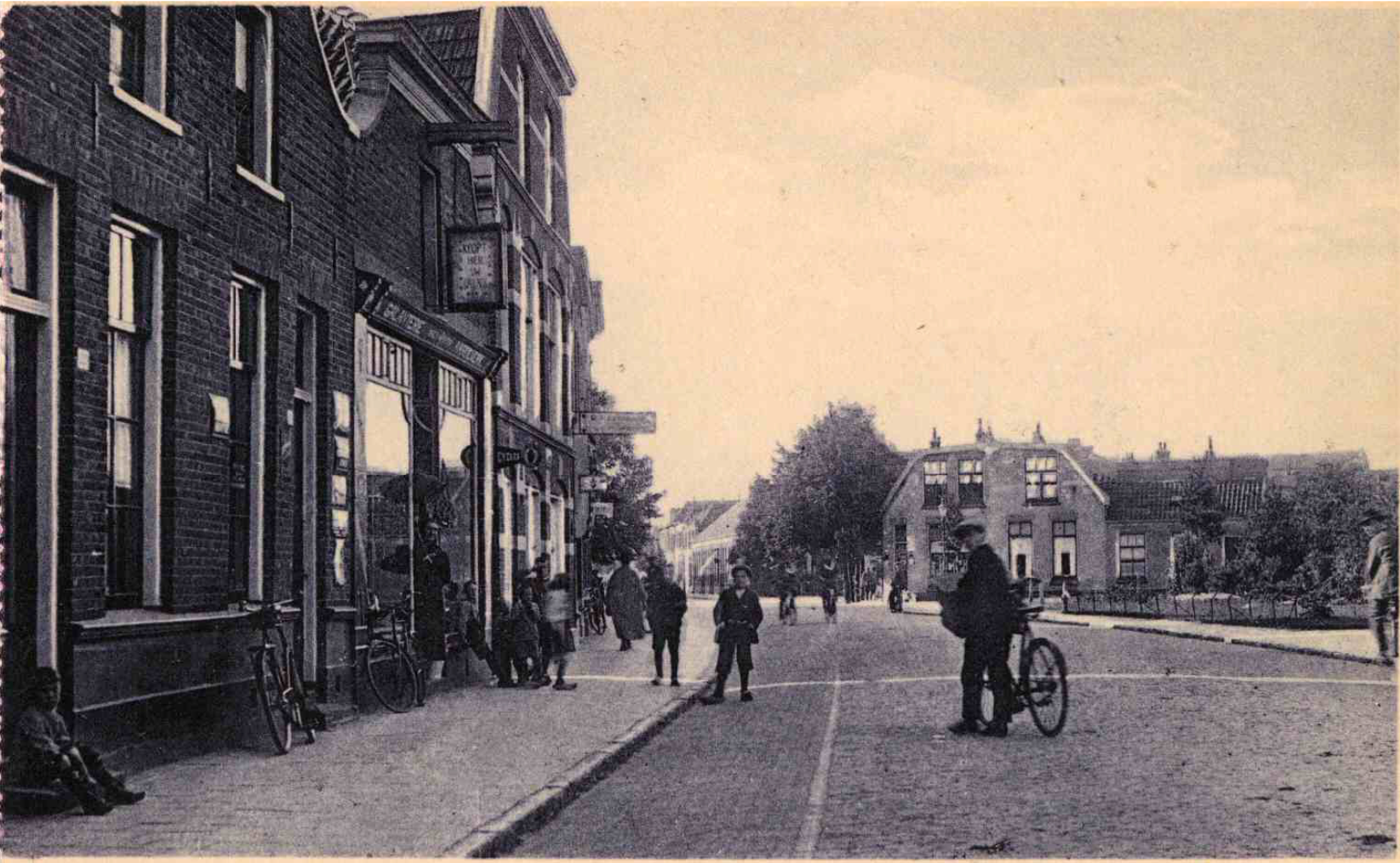
Sanders kruidenierswinkel, de voorloper van de supermarkt

Op 2 juli 2011 sloten de filialen in Goor en aan de Dotterbloemstraat in Enschede (het 'stamfiliaal' van Sanders, de eerste vestiging) als laatste Sanders filialen de deuren, om na verbouwing als EMTÉ weer te openen. Daarmee is het doek voor de regionale Twentse supermarktketen gevallen.

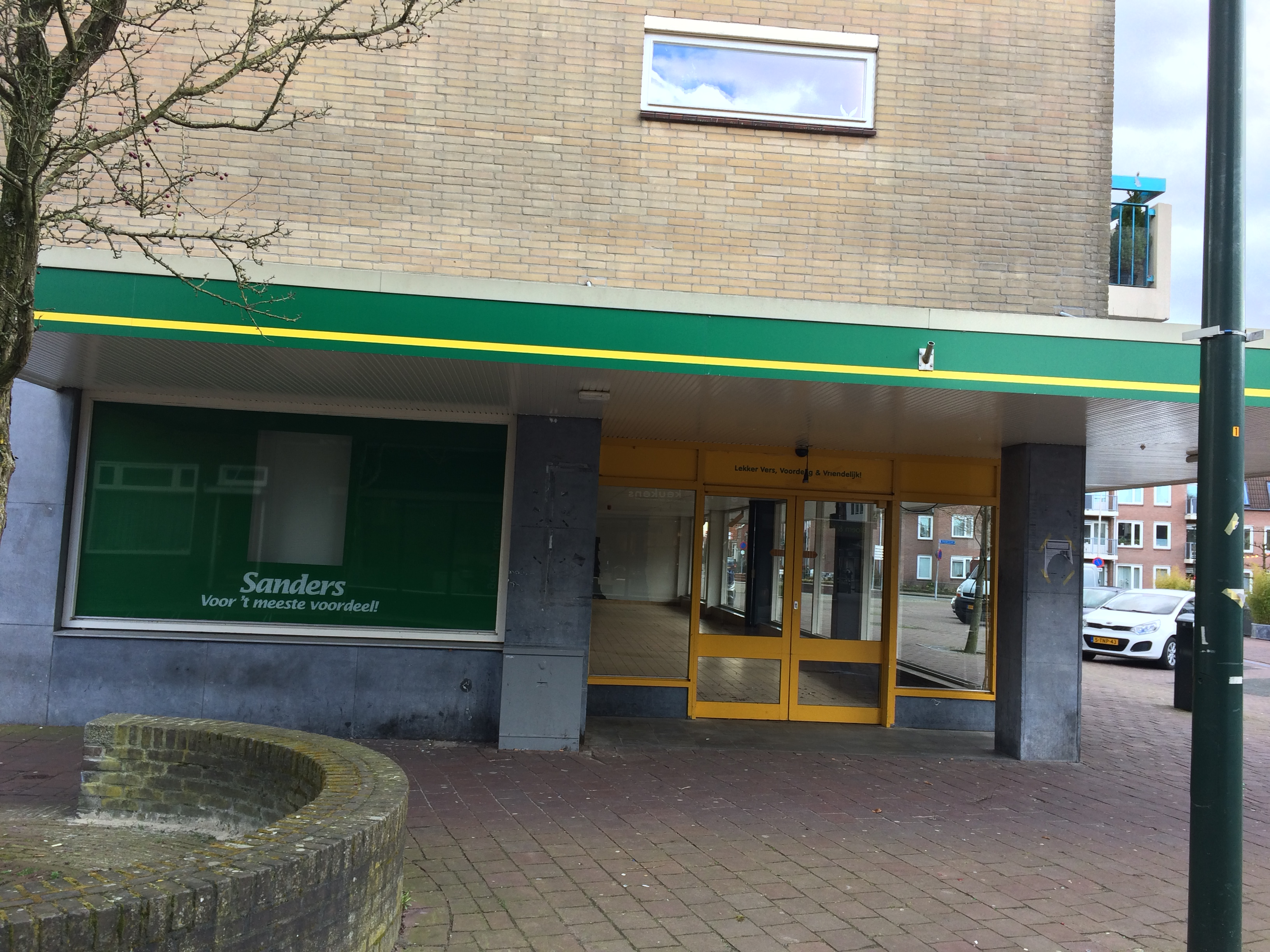
Voormalig Sanders Filiaal in Haaksbergen

## Overgebleven van Sanders Supermarkten
Wat overgebleven is, is de 'Sanders Verscentrale'. Van hieruit worden nog steeds de voormalige Sanders filialen en de overige EMTÉ's in Twente en omgeving voorzien van vlees van 'Sanders Ambachtelijke Slagerij, inclusief Sanders supermarkten logo, welke nog in bediening wordt geserveerd, het concept waarmee Sanders veel succes had.
In 2018 werd EMTÉ op zijn beurt overgenomen door Jumbo en Coop, hoewel de vleescentrale hierdoor ook werd overgenomen maakten Jumbo en Coop in oktober 2018 bekend dat de Sanders vleescentrale na het eerste kwartaal van 2019 gaat sluiten en dat de overgebleven supermarkten verder gaan met het vleesassortiment van Jumbo en/of Coop.

## Vestigingen
- Almelo - Vincent van Goghplein
- Denekamp - Lange Voor
- Enschede - Dotterbloemstraat
- Enschede - Het Oosterveld
- Enschede - Toekomststraat
- Enschede - Wethouder Nijhuisstraat
- Enschede - Kuipersdijk
- Enschede - Fazantstraat
- Enter - Dorpsstraat
- Goor - Da Costastraat
- Haaksbergen - Ferdinand Bolstraat
- Hengelo - Woolderesweg
- Hengelo - P. Steenbergenstraat
- Hengelo - Mozartlaan
- Hengelo - Berfloplein
- Hengelo - Oude Molenweg
- Losser - Langenkamp
- Nijverdal - Portlandweg
- Oldenzaal - Nieuwstraat
- Oldenzaal - Kloosterland
- Rijssen - H.J. van Opstallstraat
- Rijssen - Bereklauw